# أقا طلا (تشيلو)
أقا طلا (بالفارسية: اقاطلا) هي قرية تقع في إيران في محافظة خوزستان. يقدر عدد سكانها بـ 25 نسمة بحسب إحصاء 2016.